# 12868 Onken
12868 Onken è un asteroide della fascia principale. Scoperto nel 1998, presenta un'orbita caratterizzata da un semiasse maggiore pari a 3,1084044 au e da un'eccentricità di 0,2864315, inclinata di 14,14642° rispetto all'eclittica.
L'asteroide è dedicato all'astronomo Christopher S. Onken.